# Província d'Atirau
La província d'Atirau (kazakh: Атырау облысы/Atıraw oblısı/اتىراۋ وبلىسى, rus: Атырауская область) és una província del Kazakhstan, està situada a l'oest del país i a la costa nord-est de la mar Càspia. Limita a l'oest amb la Federació Russa, al nord amb la Província del Kazakhstan Occidental, a l'est amb la província d'Aktobé i al sud amb la mar Càspia i la província de Manguistau. La capital de la regió és la ciutat d'Atirau, amb una població de 142.500 persones, i la regió té uns 479.984 habitants. Amb una superfície de 118.600 kilòmetres quadrats, és la segona província més petita en Kazakhstan. Una gran part de la província està situada a la rica zona petrolífera de la Depressió de la Mar Càspia, per aquest motiu, molts pous petroliers han estat perforats a la zona de Tengiz, i un oleoducte que va d'Atyrau a Grozni, Rússia, on es creua amb un oleoducte rus que es dirigeix a Europa. La província és transcontinental, i es troba a mig camí entre Europa i Àsia, amb una gran part del territori és europeu.